# انکر (شرکت)
انکر (انگلیسی: Anker) یک شرکت فناوری چینی است که دفاتری در سیاتل، واشینگتن و شنژن دارد و به طراحی، توسعه و فروش لوازم الکترونیکی مصرفی مشغول است. استیون یانگ این شرکت را پس از ترک پست خود در گوگل در سال ۲۰۱۱ تأسیس کرد. این شرکت در درجه اول برای شارژر همراه و کابل‌های شارژ شناخته می‌شود. انکر در بازار کشورهای غربی به طور مستقیم از طریق وب‌سایت‌های منطقه‌ای و سایت آمازون برای فروش محصولات خود در دسترس است.